# Martín Cortés Zúñiga
Martín Cortés Zúñiga, marchese della Valle di Oaxaca (Cuernavaca, 1533 – Madrid, 13 agosto 1589), è stato un militare messicano.
Martín Cortés fu il figlio del conquistatore del Messico Hernán Cortés e di sua moglie Juana de Zúñiga. Essendo il suo unico erede legittimo fu lui ad ereditare il titolo di marchese della Valle di Oaxaca, questo fece di lui uno dei primi nobili spagnoli in terra Azteca.

## Biografia
Martín Cortés nacque a Cuernavaca (attuale stato di Morelos) nell'allora Vicereame della Nuova Spagna, oggi Messico. Fu figlio di Hernán Cortés e della sua seconda moglie spagnola, Juana Zúñiga. Aveva un fratello maggiore con lo stesso nome nato nel 1523 e morto nel 1568, figlio di Hernán Cortés e di doña Marina, La Malinche, che venne chiamato el mestizo e visse con il fratellastro.
Nel 1540 Martín Cortés, assieme al padre tornò in Spagna e si mise al servizio di re Carlo I e successivamente servì il successore, Filippo II. Come soldato dell'esercito reale, partecipò alla battaglia di San Quintino, 1557 e nella campagna del Paesi Bassi.
Durante la sua permanenza in Spagna si sposò con la nipote, Ana Ramírez de Arellano, e inoltre mantenne relazioni con l'aristocrazia e gli intellettuali del tempo come lo scrittore Lopéz de Gómara (che gli dedicò la biografia di Hernán Cortés, suo padre, che aveva scritto).
Nel 1563, ritornò in Messico, dove viene accolto molto calorosamente. Con lui arrivano i suoi fratelli Luis e Martín. In quel periodo Martín Cortés, per le sue proprietà e ricchezze era considerato l'uomo più ricco della Nuova Spagna. Martín si pose alla testa di un movimento che lottava per ottenere più indipendenza dal governo del viceregno; alla morte del primo viceré Luis de Velasco nel 1564 viene nominato dal comune di Città del Messico Capitano Generale; nomina che lo farà scontrare più volte con l'udienza reale. Questo scontro portò la sua fazione a chiedere la totale indipendenza della Nuova Spagna, e nel 1565 una sollevazione chiese la sua nomina a re della Nuova Spagna.
La sconfitta del fronte indipendentista portò all'arresto di tutti i congiurati, Martín Cortés fu arrestato e processato in Spagna: nell'aprile del 1567 fu spogliato dei suoi beni e condannato a pagare una pesante multa.

## Opere
- (ES) Breve compendio de la sphera y de la arte de navegar, 1551.
- (ES) Breve compendio de la sphera y de la arte de navegar con nuevos instrumentos y reglas exemplificado con muy subtiles demonstraciones, 1589.